# Kuurne-Bruselas-Kuurne 2021
La 73.ª edición de la clásica ciclista Kuurne-Bruselas-Kuurne fue una carrera en Bélgica que se celebró el 28 de febrero de 2021 sobre un recorrido de 197 kilómetros con inicio y final en la ciudad de Kuurne.
La carrera formó parte del UCI ProSeries 2021, calendario ciclístico mundial de segunda división, dentro de la categoría UCI 1.Pro y fue ganada por el danés Mads Pedersen del Trek-Segafredo. Completaron el podio, como segundo y tercer clasificado respectivamente, el francés Anthony Turgis del Total Direct Énergie y el británico Thomas Pidcock del INEOS Grenadiers.

## Equipos participantes
Tomaron parte en la carrera 25 equipos: 17 de categoría UCI WorldTeam invitados por la organización y 8 de categoría UCI ProTeam. Formaron así un pelotón de 174 ciclistas de los que acabaron 114. Los equipos participantes fueron:
| WorldTeams (17)- AG2R Citroën Team - Astana-Premier Tech - Bora-Hansgrohe - Bahrain Victorious - Team BikeExchange - Cofidis - Team DSM - Deceuninck-Quick Step - EF Education-Nippo - Groupama-FDJ - Ineos Grenadiers - Intermarché-Wanty-Gobert Matériaux - Israel Start-Up Nation - Lotto Soudal - Qhubeka Assos - Trek-Segafredo - UAE Team Emirates ProTeams (8)- Alpecin-Fenix - Arkéa-Samsic - Bingoal-WB - Sport Vlaanderen-Baloise - B&B Hotels p/b KTM - Uno-X Pro Cycling Team - Vini Zabù - Total Direct Énergie |
| |

## Clasificación final
- Las clasificaciones finalizaron de la siguiente forma:[3]

| \| Clasificación general \| Clasificación general \| Clasificación general \| Clasificación general \| Clasificación general \| \| Ciclista \| Ciclista \| Equipo \| Tiempo \| \| \| --------------------- \| --------------------- \| ---------------------- \| --------------------- \| --------------------- \| \| 1.º \| Mads Pedersen \| Trek-Segafredo \| 4 h 37 min 04 s \| \| \| 2.º \| Anthony Turgis \| Total Direct Énergie \| + 0 s \| \| \| 3.º \| Thomas Pidcock \| Ineos Grenadiers \| + 0 s \| \| \| 4.º \| Matteo Trentin \| UAE Team Emirates \| + 0 s \| \| \| 5.º \| Jenthe Biermans \| Israel Start-Up Nation \| + 0 s \| \| \| 6.º \| Sonny Colbrelli \| Bahrain Victorious \| + 0 s \| \| \| 7.º \| Nils Politt \| Bora-Hansgrohe \| + 0 s \| \| \| 8.º \| Greg Van Avermaet \| AG2R Citroën Team \| + 0 s \| \| \| 9.º \| Bert Van Lerberghe \| Deceuninck-Quick Step \| + 0 s \| \| \| 10.º \| Erik Nordsæter Resell \| Uno-X Pro Cycling Team \| + 0 s \| \| |                       |                        |                 |
| |                       |                        |                 |
| Fuente: ProCyclingStats |                       |                        |                 |
| Clasificación general |                       |                        |                 |
| Ciclista | Ciclista              | Equipo                 | Tiempo          |
| 1.º | Mads Pedersen         | Trek-Segafredo         | 4 h 37 min 04 s |
| 2.º | Anthony Turgis        | Total Direct Énergie   | + 0 s           |
| 3.º | Thomas Pidcock        | Ineos Grenadiers       | + 0 s           |
| 4.º | Matteo Trentin        | UAE Team Emirates      | + 0 s           |
| 5.º | Jenthe Biermans       | Israel Start-Up Nation | + 0 s           |
| 6.º | Sonny Colbrelli       | Bahrain Victorious     | + 0 s           |
| 7.º | Nils Politt           | Bora-Hansgrohe         | + 0 s           |
| 8.º | Greg Van Avermaet     | AG2R Citroën Team      | + 0 s           |
| 9.º | Bert Van Lerberghe    | Deceuninck-Quick Step  | + 0 s           |
| 10.º | Erik Nordsæter Resell | Uno-X Pro Cycling Team | + 0 s           |

## Ciclistas participantes y posiciones finales
Convenciones:
- AB-N: Abandono en la etapa "N"
- FLT-N: Retiro por llegada fuera del límite de tiempo en la etapa "N"
- NTS-N: No tomó la salida para la etapa "N"
- DES-N: Descalificado o expulsado en la etapa "N"

## UCI World Ranking
La Kuurne-Bruselas-Kuurne otorgó puntos para el UCI World Ranking para corredores de los equipos en las categorías UCI WorldTeam, UCI ProTeam y Continental. Las siguientes tablas son el baremo de puntuación y los 10 corredores que obtuvieron más puntos:
| Posición              | 1.º | 2.º | 3.º | 4.º | 5.º | 6.º | 7.º | 8.º | 9.º | 10.º | 11.º | 12.º | 13.º | 14.º | 15.º | 16.º-30.º | 31.º-40.º |
| Clasificación general | 200 | 150 | 125 | 100 | 85  | 70  | 60  | 50  | 40  | 35   | 30   | 25   | 20   | 15   | 10   | 5         | 3         |

| Clasificación |                       |                        |         |
| Posición      | Ciclista              | Equipo                 | General |
| ------------- | --------------------- | ---------------------- | ------- |
| 1.º           | Mads Pedersen         | Trek-Segafredo         | 200     |
| 2.º           | Anthony Turgis        | Total Direct Énergie   | 150     |
| 3.º           | Thomas Pidcock        | INEOS Grenadiers       | 125     |
| 4.º           | Matteo Trentin        | UAE Emirates           | 100     |
| 5.º           | Jenthe Biermans       | Israel Start-Up Nation | 85      |
| 6.º           | Sonny Colbrelli       | Bahrain Victorious     | 70      |
| 7.º           | Nils Politt           | Bora-Hansgrohe         | 60      |
| 8.º           | Greg Van Avermaet     | AG2R Citroën           | 50      |
| 9.º           | Bert Van Lerberghe    | Deceuninck-Quick Step  | 40      |
| 10.º          | Erik Nordsæter Resell | Uno-X                  | 35      |